# Traité de la nature humaine
Le Traité de la nature humaine est un essai en trois volumes écrit par le philosophe britannique David Hume et publié en 1739-1740. Son titre original est A Treatise of Human Nature. Premier ouvrage de David Hume, consacré au raisonnement et à la connaissance, aux sentiments, aux émotions et aux fondements de la morale, il restera d'abord négligé avant d'être reconnu comme une contribution majeure à l'histoire des idées.

## Genèse et prospérité de l'œuvre
Selon son autobiographie, c'est au cours de son séjour au collège jésuite de La Flèche en France - entre 1734 et 1737 - que David Hume, alors âgé de vingt-trois ans au début de son périple, écrivit le Traité de la nature humaine. Les deux premiers livres, en 1739, puis le dernier, en 1740 furent publiés anonymement en Angleterre. Bien que maintenant considéré comme une contribution majeure dans l'histoire de la philosophie, le Traité reçut un accueil discret à la grande déception de Hume qui écrivit que le livre était « sorti mort-né de la presse, sans même avoir l'honneur de déclencher un murmure chez les fanatiques ».
L'auteur considéra qu'il s'agissait d'un problème tenant davantage à la forme du Traité qu'à son fond. Le philosophe reprendra, en effet, sous forme d'essais plus courts, l'essentiel des propos du Traité, notamment dans son Enquête sur l'entendement humain. En 1775, un an avant sa mort, David Hume rédigera un avertissement qui ne sera publié que dans l'édition posthume de 1777, désavouera publiquement son Traité et demandera que ne soient plus considérés comme contenant ses sentiments et ses principes philosophiques que l’« Enquête sur l'entendement humain », la « Dissertation sur les passions », l’« Enquête sur les principes de la morale » et l’« Histoire naturelle de la religion ».
Il faut noter, toutefois que parmi les quelques recensions de l'époque, la Bibliothèque raisonnée des ouvrages des savans de l'Europe fit paraître une critique positive de la version française et abrégée du texte que Hume avait pris soin d'ajouter au texte original. Ce n'est qu'au cours du XIXe siècle que le Traité est reconnu comme une œuvre majeure. Le philosophe français Auguste Comte en fera une des sources du positivisme, et le texte sera réédité dans une anthologie des œuvres de Hume par Thomas Hill Green et Thomas Grose, en 1874.
Les influences de Hume sont nombreuses. Dans une lettre de 1737, David Hume cite Nicolas Malebranche, George Berkeley, Pierre Bayle et René Descartes.
En 1739, Hume fit paraître un compte rendu anonyme de son propre ouvrage, dans le but de guider la lecture de ce dernier.

## Structure du traité
Le Traité porte le sous-titre Being An Attempt to introduce the experimental Method of reasoning into Moral Subjects, traduit Essai pour introduire la méthode expérimentale de raisonnement dans les sujets moraux. Il est composé de trois livres, portant respectivement sur l'entendement, les passions et la morale.

## Livre I: l'entendement

### De l’idée de connexion nécessaire
La section XIV de la troisième partie du premier livre est consacrée à l'idée de connexion nécessaire.

#### Qu’est-ce que notre idée de nécessité quand nous disons qu'un objet est nécessaire à un autre?
De l’expérience, nous pouvons tirer les observations suivantes : ils sont contigus dans le temps et dans l’espace, celui qu’on appelle la cause précède celui qu’on appelle l’effet. La répétition de ce phénomène détermine l’esprit à considérer le concomitant habituel et me donne l’idée de nécessité. Voilà comment Hume examine « une des questions les plus sublimes de la philosophie, celle du pouvoir et de l’efficacité des causes. »
Les termes d’efficacité, de principe actif, de pouvoir, de force, d’énergie sont pour lui à peu près tous synonymes et il faut en rechercher l’idée, non pas dans des définitions, mais dans nos impressions.

#### Critique sceptique de l'idée traditionnelle de cause
La sagesse populaire consiste à observer qu’il y a du changement dans la nature et d’en inférer qu’il existe un pouvoir capable de le produire. Mais quelle est la logique qui supporte cette conclusion ? En l'absence de nécessité logique, elle doit donc venir d'une expérience où l’efficacité d’une cause est clairement conçue par l’esprit. Or il est impossible d’en trouver un seul cas.
Les cartésiens pensent connaître la matière et s’accordent pour dire qu’elle n’est qu’étendue. En tant que telle, elle est sans efficacité. Pour eux, le pouvoir produisant les changements ne peut être qu'une divinité. Mais leur rejet de l'efficacité de la matière devrait les conduire à faire de même pour celle de la divinité. On pourrait faire le même raisonnement concernant ceux qui attribuent à la matière une énergie qui ne réside dans aucune de ses qualités connues.
La connexion causale ne peut faire l’objet d’une démonstration liée à la nature de la cause et de l’effet, donc l’efficacité ne peut résider en aucun objet. Or nous ne pouvons former l’idée générale de pouvoir sans l’attribuer à un être particulier, cette idée générale n'a donc aucun sens.
C'est donc la répétition qui impressionne notre esprit et le détermine à croire à une connexion causale réelle. Le pouvoir et la nécessité sont par conséquent des qualités des perceptions et non des objets. C’est en effet une erreur courante de l’esprit de répandre sur les objets extérieurs les impressions internes qu’ils provoquent.

#### Définitions de la cause
Définition de la cause comme relation naturelle : « un objet antérieur et contigu à un autre, et de telle sorte que tous les objets qui ressemblent au premier soient placés dans des conditions semblables d’antériorité et de contiguïté à l’égard des objets qui ressemblent au second ».
Définition de la cause comme relation philosophique : « une cause est un objet antérieur et contigu à un autre et si uni à ce dernier que l’idée de l’un détermine l’esprit à former l’idée de l’autre, et l’impression de l’un à former de l’autre une idée plus vive ».
Ainsi il n’y a qu’une seule sorte de cause, toujours efficiente. Il n’y a donc aucune différence entre nécessité morale et naturelle. De plus il est impossible d’admettre un moyen terme entre le hasard et une nécessité absolue : soit les objets sont joints, soit ils ne le sont pas.
Dans notre définition du mot « cause », nous pouvons facilement concevoir qu’il n’y a pas de nécessité absolue ou métaphysique à ce que tout commencement d’existence ait une cause, de même que nous n’avons aucune raison de croire en l’existence d’un objet dont nous ne pouvons former l’idée.

## Livre II: les passions
À un moment décisif du livre II, le philosophe étudie l'opposition traditionnelle entre la raison et les passions. Partant du constat que le discours philosophique, voire courant, parle du combat entre la passion et la raison en donnant une préférence inconditionnelle à la raison, Hume veut montrer que cette philosophie est erronée. La preuve philosophique se fait en deux temps puisque dans un premier il prouve que la raison ne saurait être entendue comme unique motif pour un acte volontaire. Ensuite, il prouve que la raison ne peut réprimer ou du moins combattre les passions sans la force de la volonté. La conclusion de l'auteur semble donc être que la raison ne peut être que l'esclave des passions et n'a d'autre rôle que de les servir.

## Livre III: la morale
Dans cette troisième partie du Traité parue plus tardivement en 1740, Hume aborde le thème de la Morale en l'introduisant à la méthode expérimentale de raisonnement, c'est-à-dire en s'appuyant notamment sur des exemples concrets, se détachant ainsi de ce que l'auteur nomme dès la première phrase les raisonnements "abstrus", théoriquement trop complexes. Sur le fond de l'ouvrage, Hume développe la pensée morale sentimentaliste, selon laquelle nos jugements, notamment moraux, se baseraient non pas sur la raison mais sur nos sentiments, nommés ici "impressions". Enfin, l’œuvre émet de nombreuses critiques, notamment sur le contractualisme, rejetant le concept d'état de nature qualifié ici de "fiction philosophique" ; et préférant un ordre dans lequel l'Histoire de la création de l'état social donne nécessairement naissance au droit.